# Steven Hewitt (piłkarz)
Steven Daniel Hewitt (ur. 5 grudnia 1993 w Manchesterze) – angielski piłkarz występujący na pozycji pomocnika w Burnley.

## Burnley
Hewitt zaczął swoją karierę w zespołach młodzieżowych Blackburn Rovers i Stockport County. W 2010 roku podpisał młodzieżowy kontrakt z Burnley, a 17 października 2011 roku Hewitt podpisał profesjonalny kontrakt. Związał się z klubem na 2,5 roku. 24 marca 2012 roku ówczesny trener zespołu zabrał go na mecz z West Ham United zremisowanym 2-2 na Turf Moor, ale nie zaliczył występu. 6 kwietnia 2012 roku zadebiutował w pierwszym zespole Burnley w meczu z Brighton & Hove Albion wchodząc z ławki rezerwowych..

### Alfreton Town
31 stycznia 2013 roku został wypożyczony do Alfreton Town na niespełna trzy miesiące.